# The last of England

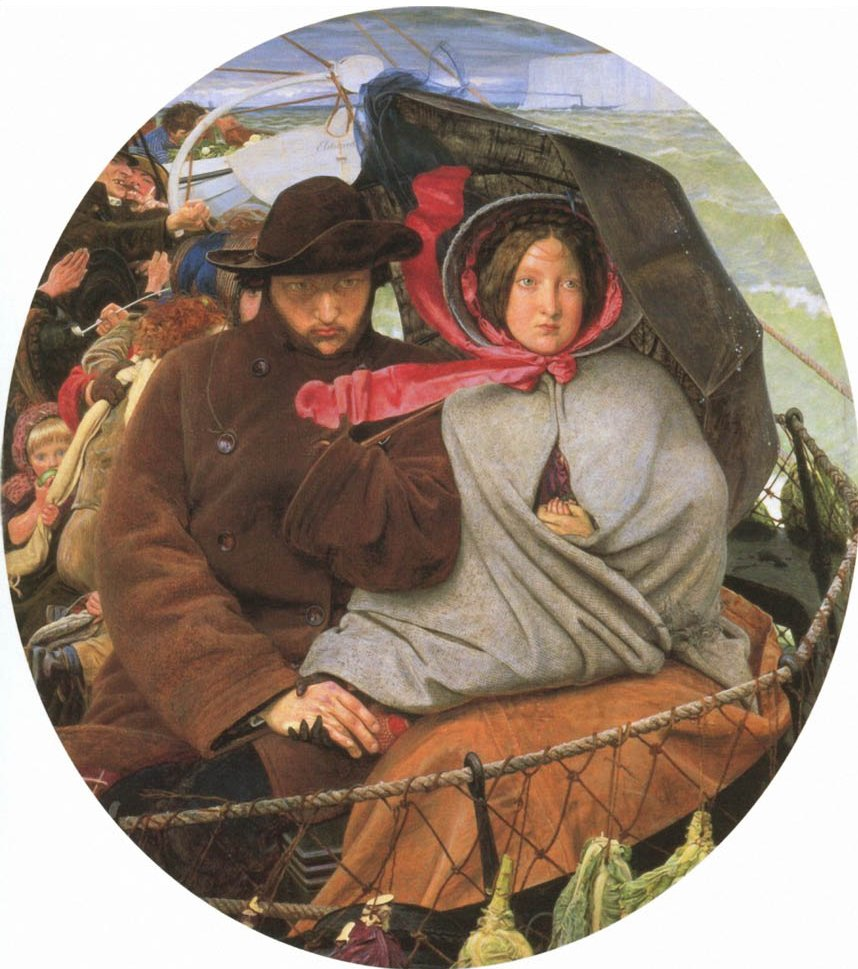
The last of England van Ford Madox Brown

The last of England is een studioalbum van Gordon Giltrap en Paul Ward. Giltrap is een bekend gitarist in Engeland, met in Heartsong een hit op zijn naam en bewonderd door Ritchie Blackmore. Ward daarentegen is een vrijwel onbekend muzikant en muziekproducent. Zijn album For a knave viel in goede smaak in 1991 in de niche van de progressieve rock, daarna werd het weer stil. Ze trokken samen de studio in voor een studioalbum waarop alleen gitaar en toetsinstrumenten te horen zijn, op de laatste track na.

## Musici
- Gordon Giltrap – gitaar
- Paul Ward – toetsinstrumenten
- Ric Sanders – viool op track 14

## Muziek
| Nr. | Titel                                                  | Duur |
| --- | ------------------------------------------------------ | ---- |
| 1.  | The brotherhood suite-The last of England (Giltrap)    | 8:27 |
| 2.  | The brotherhood suite-All the days of may (Giltrap)    | 3:40 |
| 3.  | The brotherhood suite-Spring (Giltrap)                 | 3:01 |
| 4.  | The brotherhood suite-Elegy (Chatterton) (Giltrap)     | 5:18 |
| 5.  | The brotherhood suite-April love (Giltrap)             | 1:45 |
| 6.  | The brotherhood suite-The light of the world (Giltrap) | 3:08 |
| 7.  | The brotherhood suite-Work (Giltrap)                   | 4:12 |
| 8.  | Loren (Giltrap)                                        | 3:00 |
| 9.  | The Anna fantasia (Giltrap)                            | 5:16 |
| 10. | This father’s love (Giltrap)                           | 3:57 |
| 11. | Sadie in may (Giltrap)                                 | 3:16 |
| 12. | Ania’s dream (Giltrap)                                 | 4:30 |
| 13. | Plas Oriel (Giltrap)                                   | 2:52 |
| 14. | A promise fullfilled (Giltrap)                         | 3:32 |

The brotherhood suite is gebaseerd op schilderijen van onder meer Ford Madox Brown en John Everett Millais. Loren was de vrouw van Giltraps muzikale voorbeeld Bert Jansch; Sadie een dochter van Giltrap, Plas Oriel een galerie in Birmingham.